# 羅納德·愛爾默·費雪
羅納德·愛爾默·費雪爵士，FRS（英語：Sir Ronald Aylmer Fisher，1890年2月17日—1962年7月29日，英語發音[ˈɹɒnḷd ˈeɪlmə ˈfɪʃə]），英國統計學家、演化生物學家與遺傳學家。他是現代統計學與現代演化論的奠基者之一。安德斯·哈爾德稱他是「一位幾乎獨自建立現代統計科學的天才」，理查·道金斯則認為他是「達爾文最偉大的繼承者」。

## 生平與研究

### 早年
費雪出生於英國倫敦的東芬奇利，是七位子女中的老幺。父親喬治·費雪，是一位事業有成的藝術品商人，這使得他的童年生活相當順遂，受到其母親、三位姊姊與一位哥哥的溺愛。不過在他14歲時，母親卡蒂·費雪過世，18個月後，費雪的父親因幾次不明智的交易，而失去了事業。
費雪是一位早成的學生，16歲正在哈羅公學就讀的時候，就已經在一場稱為「尼爾德獎章」（Neeld Medal）的論文競賽中勝出。由於費雪的視力很差，當他學習數學的時候，並不使用紙筆等需要動用視覺的方法。例如面對幾何學問題的時候，並不將其視覺化，而是以代數操作方式處理。除了數學以外，他也對生物學很感興趣，尤其是演化論。

### 劍橋大學求學時期
1909年，費雪獲得獎學金，使其能前往剑桥大学冈维尔与凯斯学院就讀，並主修農業。在劍橋的期間，費雪學習到了孟德爾遺傳學。這個在1860年代發表的理論，原本早已被人們忽略了數十年，直到20世紀初，才重新被科學家們發現。
費雪感受到生物統計與發展中的各種統計方法，具有一種潛力，能夠結合「不連續」的孟德爾定律（例如ABO血型）、「連續」的多基因遺傳（例如人類的膚色），以及「漸進式」的達爾文演化論。此外由於對統計學的興趣，費雪研讀了當時兩位著名的統計學家，卡尔·皮尔逊與威廉·戈塞所發表的論文。
當時流行的優生學思想，也是費雪所關注的議題。他更將社會上的人口問題，視為包含遺傳學與統計學在內的科學。1911年，他與當時的一些名人，如經濟學家凯恩斯、遺傳學家雷吉納德·普內特，以及工程師霍瑞斯·達爾文（查爾斯·達爾文之子），一起建立了劍橋大學優生學學會（Eugenics Society）。這是一個活躍的團體，他們每個月開一次會，並在其他主流優生學組織發表演說。例如法蘭西斯·高爾登在1909年建立的優生學教育學會。
1912年，費雪通過了數學學位考試，並且在隔年從劍橋大學畢業。

### 第一次世界大戰時期
1914年，第一次世界大戰爆發。費雪和許多英國青年一樣，也希望能夠加入軍隊、投入沙場。不過因為他嚴重的視力問題，即使一試再試，依然無法通過健康檢查。由於從軍不成，接下來6年他便在倫敦市擔任統計員，同時也在幾所公立學校裡教授物理和數學。例如伯克夏的布萊德菲爾德學院。此外，他也曾經搭上英國海軍的教學艦艇「渥徹斯特號」（HMS Worcester）。
在英軍裡擔任少校的里奧納德·達爾文（查爾斯·達爾文另一子）與另一位被費雪稱做古德魯那（Gudruna）的朋友，是他在這個時期的重要支柱，他們的支持使他得以度過困境。古德魯那的姊妹艾琳·蓋尼斯（Eileen Guinness），經由古德魯那的介紹與費雪相識。1917年，艾琳與費雪結婚，當時她只有17歲。此外費雪也受到自家姊妹們的幫助，建立並經營了一所稱為布萊德菲爾德莊園的農場，在那裡他們種植花圃與飼養動物。由於這座莊園的生計，他們在戰爭時期能夠不需要領取政府的食物配給。
第一次世界大戰期間，費雪開始為一本期刊《優生學評論》（Eugenic Review）撰寫一些複審文章，並在寫作期間逐加強對遺傳學與統計學研究的興趣。之後他自願為此期刊進行所有的複審工作。除此之外，費雪也在里奧納德·達爾文的雇用下，從事暫時性的工作。
同時在這段期間，他也發表了許多與生物統計相關的論文，包括《孟德爾遺傳假定下的親戚之間的相關性》（The Correlation Between Relatives on the Supposition of Mendelian Inheritance）。這篇論文在1916年完成，並在1918年發表，它同時建立了以生物統計為基礎的遺傳學，以及著名的統計學分法變異數分析。除了建立統計方法，這篇論文也顯示，一些具有連續性變異的遺傳特徵，可以符合孟德爾遺傳定律。在此以前，兩者被科學家認為是互相違抗。

### 羅森斯得實驗站時期
1918年戰爭結束之後，原本卡尔·皮尔逊邀請他進入當時著名的高爾登實驗室，但是由於費雪認為自己與皮尔逊之間的競爭關係是一種職業障礙，因此放棄了這個機會。直到1919年，費雪才選擇進入一所名為羅森斯得實驗站的農業試驗所。這間農業試驗所，位在英格蘭赫特福德郡的哈彭登。費雪除了在其中擔任一名統計員之外，所長約翰·羅素（John Russell）也讓他設立了一個統計實驗室。
之後費雪便開始對多年來所收集的大量資料進行深入研究，並且將成果寫成一系列題為《收成變異之研究》（Studies in Crop Variation）的論文。他的全盛時期也在這時候開始。
接下來的幾年中，費雪開始構想新的統計方法，如實驗設計法。1925年，他的第一本書出版，書名為《研究者的統計方法》（Statistical Methods for Research Workers），日後成為二十世紀最具影響力的統計學著作。書中提出的費雪法提供了可用於元分析中合併多研究的整體統計檢驗方法，亦提出p值的概念成為日後該統計流派的核心。費雪在書中提出以0.05（即20次實驗中有1次發生）為統計顯著性的臨界值，並應用於基於常態分布的雙尾檢驗而形成日後所謂「兩個標準差法則」。

「（標準常態的）1.96或接近2，即對應P值為0.05或是20分之1；這對評估一個偏差是否具有顯著性是滿方便的。」

自此，標準常態分布上的1.96成為別具意義的數字，因為它大約對應了常態分布上的97.5%百分位數。
到了1935年，延續本書的《實驗設計》（The Design of Experiments）出版。兩本書建立了實驗設計法的基礎，並受到多次翻譯與再版。
除了新的統計方法，費雪也將先前的變異數分析研究進行補強與修飾，因而發明出最大概似估計，並發展出充分統計量、輔助統計量、費雪線性判別與費雪資訊等統計概念。

### 劍橋大學
1950年代，費雪發表了一系列公開演講和論文否定抽煙和肺癌的關聯，認為當時的研究數據只顯示出相關，但相關不證明因果。費雪當時有收菸草業者的顧問費，存在利益衝突，但替費雪寫傳記的作家Yates和Mather認為，主要的原因是費雪的宗教立場，反對清教徒的意識形態，以及因為費雪自己熱愛抽煙斗。

### 退休
1957年退休，移居澳大利亞。他繼續主張抽煙對人無害，並找來德國優生學家馮法修爾（Otmar Freiherr von Verschuer）提供資料支持自己的看法。1962年，費雪因大腸癌逝世。

## 優生學和種族主義

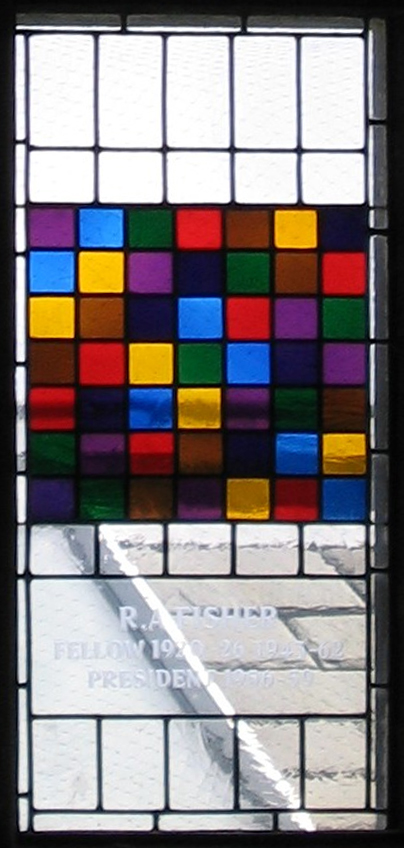
剑桥大学冈维尔与凯斯学院宴會廳裡的染色玻璃窗，上方的彩繪方格用以紀念拉丁方陣，下方的白色文字則是為了紀念羅納德·費雪。因為費雪的優生學和種族主義立場，此窗在2020年被撤除。

在二十世記初期的西方學術界，優生學是相當流行的理念，在政治光譜的左右都有人支持，而費雪也是支持者之一。費雪利用自己的遺傳學和統計學專業分析這個問題。在他的專書《天擇的遺傳學理論》中，最後三分之一都是關於優生學。他認為古文明的崩壞是因為社會上層的人們生育減少，並拿出英國的人口普查的資料指出同樣的問題正在發生，越底層的人生越多。他主張取消根據孩子數量來給生育津貼，希望改成父親的收入越高，就給越多生育津貼。他還認為，基於社會利益，應該立法允許智能低下者以及精神病患可以自願進行節育手術，或是由監護人同意，避免他們的基因傳下去；但他並未支持強制節育。
費雪在二戰後曾公開替德國優生學家馮法修爾（Otmar Freiherr von Verschuer）背書，認為是因為馮法修爾的研究做得好才被納粹沾光支持，馮法修爾如果有協助納粹制定優生學政策，必定是基於科學事實給出費雪自己也會支持的建議，而不是基於納粹的意識形態胡作非為。馮法修爾的學生之一約瑟夫·門格勒是納粹人體實驗主持人，但是在費雪作出該評論時，納粹人體實驗尚未被世人知䁱。在去納粹化的審判中，馮法修爾被認定屬於犯行最輕的「隨流者」（Mitläufer），沒有積極參與但也沒有抵制，被罰款600帝國馬克（換算現值約800美元）。
費雪也相信不同族群（population）的人們有一定的基因差異，造成在智力和性格上也存在根本的不同。甚至到二戰後，聯合國教科文組織邀請了當代一百多位遺傳學和人類學家討論關於種族之間是否存在差異，多數科學家簽署的報告認為沒有任何證據顯示不同民族的大腦潛力有差異，只有四位科學家持反對意見，而費雪就是其中之一。不過，沒有任何紀錄顯示他認為白人較為優越，並且他在學術生涯中也曾和猶太裔及印度學者密切合作。
在21世記初「黑人的命也是命」運動促成許多大學重新審視既有體制中遺留的種族主義，由於前述費雪和優生學及種族主義的關聯，一些研究機構把以費雪命名的建築物更名，劍橋大學拆除紀念費雪的玻璃窗。

## 著作列表
- 《实验设计》1935年
- 《统计方法与科学推断》1956年
- 《科学研究的统计方法》
- 《育种理论》1949年
- 《统计学用表》1938年（与弗蘭克·耶茨（英语：Frank Yates）合著）